# 渋川敬尹
渋川 敬尹（しぶかわ ひろただ、元禄9年（1696年） - 享保11年4月10日（1726年5月11日））は、江戸時代中期の江戸幕府天文方。通称右門。子に渋川則休・光洪。
囲碁の家元安井家の三世安井知哲の次男として京都に生まれる。正徳5年（1715年）4月に伯父である初代天文方渋川春海の嫡男で2代目となっていた従兄の渋川昔尹が子の無いまま急逝し、隠居である春海も病気となった。そこで同年6月に急遽渋川家の家督と天文方を継ぐ。同年10月には春海も病没した。
享保6年（1721年）に幕府に願出て、築地木挽町に500坪の土地を拝領し、駿河台から天文台を移転させて観測体制の強化を図るが、5年後に31歳で急死する。嫡男の渋川則休が幼かったこともあり、渋川春海の高弟・遠藤盛俊の門人である渋川敬也を養子に迎え、則休をその養子とすることで家名存続を図った。法号は翠筠軒心空紹光居士。
墓は東京都品川区の東海寺。

## 系譜
- 父：安井知哲
- 母：不詳
- 妻：不詳
  - 嫡男：渋川則休
  - 子：渋川光洪
- 養子：渋川敬也